# تپه گورستان چغاسیف‌الدین
تپه قبرستان چغا سیف الدین مربوط به سده‌های اولیه دوران‌های تاریخی پس از اسلام است و در شهرستان خمین، بخش کمره، دهستان چهارچشمه، روستای چغاسیف الدین واقع شده و این اثر در تاریخ ۲۰ اسفند ۱۳۸۵ با شمارهٔ ثبت ۱۸۰۴۱ به‌عنوان یکی از آثار ملی ایران به ثبت رسیده است.